# NGC 1614
NGC 1614 je galaksija u zviježđu Eridanu.

## Vanjske poveznice
- SEDS: NGC 1614